# Vrednotenje dela
Področje vrednotenja dela obsega tisto dejavnost organizacije, ki se ukvarja z vrednotenjem proizvodnega dejavnika: dela in znanja delavca. Vrednotenje dela obravnava tisti del procesa družbene reprodukcije, ko dohodek ali del dohodka, prehaja v obliki sredstev namenjenim zaposlenim v osebno lastnino in si ga delavci prisvojijo za to, da pokrijejo svoje osebne potrebe.

## Pomen vrednotenja dela
Na področju vrednotenja dela se najbolj izrazito izkazuje usklajenost ali neusklajenost družbenih, kolektivnih in individualnih interesov v procesu reprodukcije. Konflikti, ki so lahko tudi zelo resni kot so na primer, stavke in protesti, običajno nastanejo prav zaradi nesorazmerij pri delitvi ali zaradi nesprejemljivih posegov na področju vrednotenja dela. Urejanje delitve sredstev na področju vrednotenja dela le po občutku, brez znanja in spoznanj ter brez poznavanja metodoloških možnosti prinese veliko tveganje za nadaljnji normalni potek delovnega procesa na ravni podjetja, združbe in za nadaljnji razvoj celotne družbe.
Izrazi kot so "usposobljen", "izkušen" ali "neusposobljen" zvenijo precej podobno. Včasih se je delo v industriji manj razlikovalo, bilo je manj specializirano. To je bil eden od razlogov zakaj so bile lahko sposobnosti delavca nedvoumni vir nagrajevanja. Sedaj pa obstaja le malo podjetij, ki ohranjajo takšen preprost način vrednotenja. Sedaj je delo izredno diferencirano, hkrati pa je jasno, da delavčeve sposobnosti, izobrazba ali usposabljanje niso nujno relevantne za vso delo, ki ga bo delavec opravljal ali pa za vse pogoje v katerih delavec dela. Vse to je vodilo k veliki spremembi na področju vrednotenja dela: kriterij za pravično nagrado oziroma plačo ne bi smele biti delavčeve kvalifikacije vendar zahteve vsake službe. Na to spremembo pa je vplival tudi fenomen, ki je vse bolj pogost v velikih zahodnih organizacijah, in sicer: vse bolj težavno je ugotoviti ali je razmerje med mesečno plačo in plačo delavcev, ki so plačani na uro, primerno.

## Veda o vrednotenju dela
Vrednotenje dela je interdisciplinarna veda, katere osnovna spoznanja in metode izhajajo iz ekonomskih in organizacijskih ved; normativno merjene delitve slonijo na pravnih vedah, odzivnost ljudi v delovnih procesih pa je obravnavana s pomočjo spoznanj in metodoloških pripomočkov psihologije dela ter sociologije , ergonomije in fiziologije dela. Veda o vrednotenju dela uporablja tudi dosežke tehničnih ved in študije dela za neposredno ugotavljanje delovne učinkovitosti. Preučevanje gradiva o delovnih dosežkih, njihovem upoštevanju pri delitvi sredstev in gradiva o najrazličnejših delitvenih členitvah izhaja iz spoznanj metodoloških ved matematike in statistike.

## Metode vrednotenja dela
V svetu sta se razvili dve veliki skupini metod vrednotenja dela :

### Globalne ali sumarne metode
S temi metodami vrednotenja dela na osnovi kakovosti primerjav iščemo razlike med deli. Kriteriji po katerih dela primerjamo med seboj niso vnaprej dogovorjeni. Pri teh metodah dela primerjamo med seboj le na osnovi globalnega občutka razlik med njimi. Vemo sicer katero delo je bolj in katero delo je manj zahtevno. Vendar pa razlike v zahtevnosti dela še ne znamo skladno pojasniti ali pa jo oceniti s številkami. Najbolj poznani metodi v tej skupini sta metoda razvrščanja in metoda klasificiranja.

### Analitične metode
Pri tej metodah vrednotenja del poteka primerjava med deli s pomočjo v naprej dogovorjenih kriterijev in ocenjevalnih lestvic. S temi metodami izvemo lahko ocenimo katero delo je zahtevnejše. Izvemo pa tudi za koliko je to delo zahtevnejše. Hkrati pa lahko pojasnimo v katerem izmed kriterijev se primerjana dela med seboj razlikujejo. Najbolj poznani metodi v tej skupini sta metoda primerjave faktorjev in metoda točkovanja.

## Elementi vrednotenja dela
Poznamo tarifne skupine, ki so opredeljene s stopnjami strokovne izobrazbe. Znotraj tarifnih skupin pa so z zahtevnostjo dela opredeljeni plačilni razredi, ki jih določimo z uporabo elementov vrednotenja. Znotraj posamezne tarifne skupine so delovna mesta razvrščena v plačilne razrede glede na elemente vrednotenja. 
Elementi vrednotenja so lahko različni. Odvisni so od delovnega mesta in metode, ki jo uporabljamo za vrednotenje dela. Merkač Skok (2005) navaja naslednje splošne elemente vrednotenja:
- Zahtevana strokovna znanja;
- Dodatna funkcionalna znanja (obvezna, želena);
- Delovne izkušnje;
- Odgovornost (za lastno delo, vodenje);
- Umski napor;
- Napor pri stikih z ljudmi;
- Fizični napor.[5]

Medtem Thierry H. in de Jong R. navajata elemente vrednotenja dela, ki so najpogosteje uporabljani na Nizozemskem:
- Znanje in izkušnje;
- Odgovornost;
- Reševanje problemov;
- Vodenje;
- Socialne sposobnosti;
- Delovni pogoji [2]

Od takšnih elementov pa se pogosto razlikujejo elementi vrednotenja delovnih mest, ki zahtevajo fizično delo. Za primer navajamo še elemente metode vrednotenja dela - Sistem delovnih pogojev (System of Labour Conditions - SAO), ki se uporablja predvsem za vrednotenje fizično napornih del:
- Atmosfera, ki se deli na pod-kategorije: Hrup, vibracije in vremenske razmere;
- Telesna drža;
- Uporaba sile;
- Osebno tveganje;
- Monotonost [2].

### Objektivnost, diskriminativnost, veljavnost in zanesljivost metod vrednotenja dela
Pred uporabo katerekoli metode za vrednotenje dela je treba pregledati štiri metrične karakteristike:
- Objektivnost - metoda je objektivna, če so dobljeni rezultati odvisni le od pojava, ki ga merimo.
- Diskriminativnost ali občutljivost - metoda je diskriminativna, če lahko z njo odkrivamo tudi majhne razlike v zahtevnosti dela. Občutljivost metode za vrednotenje dela je odvisna od posameznika, ki izbira kriterije, določa ocenjavalne lestvice in zbira podatke s katerimi bodo ocenjevalci seznanjeni. Pri vrednotenju dela se pogosto zgodi, da so metode preobčutljive za raziskovalno sposobnost posameznika, ki jo uporablja pri interpretaciji rezultatov.
- Zanesljivost - metoda je zanesljiva, ko ob večkratnem vrednotenju enakega delovnega mesta z enako metodo dobimo tudi enake rezultate. Zanesljivost lahko hitro izboljšamo, če natančno predvidimo podatke in način na katerega bomo sprejemali sklepe. Tako lahko vplivamo na to, da ena informacija o določenem delovnem mestu omogoča le eno oceno. Na tak način z isto metodo ne moremo priti do različnih zaključkov.
- Veljavnost - Metoda za vrednotenja dela je veljavna, če zares vrednoti delo, torej če meri tisto, kar si z njo želimo meriti.[3].

### Oblikovanje plačne strukture
Delovna mesta so del mikroorganizacijske strukture, ki izvira iz poslovnega in proizvodnega procesa. Metodologija vrednotenja zahtevnosti delovnih mest nam pomaga določiti plačno strukturo. Z isto metodologijo določimo tudi razmerje med najvišje in najnižje ovrednotenim delom v organizaciji. Vsaka izmed metod za vrednotenje delovnih mest omogoči določitev medsebojnega relativnega razmerja med delovnimi mesti in tudi med začetkom in koncem relativnega razmerja. Glede na splošno kolektivno pogodbo za gospodarstvo v Sloveniji je priporočeno razmerje v vrednosti delovnih mest 1:3. V tem razmerju je delovno mesto, ki je pri vrednotenju dela najnižje ovrednoteno v organizaciji vredno »1«, delovno mesto, ki pa je ovrednoteno najvišje pa je lahko vredno »3«. Za zelo preproste in homogene proizvodne in poslovne situacije je takšno razmerje zelo primerno – sicer pa pelje k izjemni uravnilovki.
Sistem plač naj bi omogočal: 
- Vrednotenje sistema delovnih mest, pri katerem bi bila glavna naloga določanje vrednosti delovnih mest, ki naj bi bilo izvedeno kar najbolj enako in stabilno ter
- Razlikovanje med posamezniki na istem delovnem mestu. Ob razlikovanju med posamezniki na istem delovnem mestu glede na njihove spretnosti, sposobnosti, uspehe in znanja, jim lahko sistem plač omogoči različno plačo na istem delovnem mestu.[5]:

#### Tarifne skupine
Glede na splošno kolektivno pogodbo se morajo delovna mesta razvrstiti v tarifne skupine. V splošni kolektivni pogodbi so za različne tarifne skupine določene tudi relativne vrednosti izhodiščnih plač (v organizaciji naj bi bilo relativno razmerje v izhodiščnih  plačah najmanj 1:3). Vsaka izmed tarifnih skupin lahko vsebuje več plačilnih razredov. Mogoče je, da se tarifne skupine prekrivajo, ni pa nujno. Vrednotenje zahtevnosti delovnega mesta, s katerim določimo tarifno skupino in plačilni razred za delovno mesto ni odvisno od uvrščanja delavca na delovno mesto. Vrednotenje zahtevnosti delovnega mesta in uspešnosti delavca poteka z uporabo različnih metod. Pogosto se lahko zgodi, da imajo na istem delovnem mestu različni izvajalci zelo različne plače.

#### Plačilni razredi
Na podlagi plačilnega razreda je določena osnovna plača posameznega delavca. Plačilni razred posameznega delavca se določi glede na zahtevnost njegovega delovnega mesta ter glede na stopnjo usposobljenosti, samostojnosti, inovativnosti in uspešnosti delavca. Vrednosti dela in s tem tudi plačilni razredi, se zaradi spreminjajočega se poslovanja in vse pogostejših zahtev po novih znanjih, vse bolj odločajo na podlagi znanj in spretnosti posameznika.

## Motiviranje, vrednotenje innagrajevanje zaposlenih
Cooper in Sawaf (1997) trdita, da vodstvo organizacije lahko kupi čas zaposlenih ali pa njihovo fizično prisotnost na delovnem mestu, morda lahko kupi celo to, da zaposleni naredijo določeno število mišičnih vaj na enoto ipd. Vendar pa ne more kupiti navdušenja zaposlenih, ne more kupiti njihove lojalnosti ali pa zvestobe podjetju ipd.
Materialne nagrade lahko delimo na dve skupini. V prvo skupino spadajo neposredna plačila v denarju, takšne materialne nagrade običajno imenujemo plača ali pa osebni dohodek. V drugo skupino pa uvrščamo rcitiranje apa diplomsko deloazlična zavarovanja, ugodnosti pri najemanju kreditov ali pa uporabo službenega avtomobila tudi v zasebne namene, ipd.
V zadnjih letih so se materialne oblike nagrajevanja precej spremenile. Vse pogosteje slišimo, da zaposleni prejemajo plačila v kombinirani obliki fiksne plače, provizije in bonusov. Vse bolj popularni programi kombiniranega nagrajevanja omogočajo stabilnost v zaslužkih, hkrati pa tudi neposredno motivirajo, ker se zaposleni zavedajo, da so njihovi dohodki premosorazmerni njihovim doseženim delovnim rezultatom. Sklepamo lahko, da zagotovo  postajajo tudi posredne oblike materialnega nagrajevanja vse pomembnejši del celotnega spektra nagrad, ki so namenjene zaposlenim.

### Vloga plač pri motiviranju zaposlenih
Merkač Skok navaja, da raziskave SIOK in raziskava Najboljši delodajalci 2003 kažejo, da so zaposleni v slovenskih podjetjih najmanj zadovoljni s področjema nagrajevanja in priznavanja dosežkov. Ta dva področja za mnoge ne predstavljata le višino plače in drugih denarnih nagrad, temveč sam sistem nagrajevanja. Tudi kadrovski strokovnjaki že dolgo poudarjajo, da obstaja kar nekaj dejavnikov motiviranja zaposlenih, ki so pomembnejši kot plača. 
V slovenskih podjetjih bomo tako kot pri oblikovanju plač vodij kot tudi pri oblikovanju plač drugih zaposlenih, redko zasledili merljive, objektivne in z rezultati povezane kriterije nagrajevanja. Po mnenju strokovnjakov je prevladujoč razlog za ta pojav to, da mnogi ljudje ne znajo postaviti ciljev – če pa so cilji napačni, so napačna tudi merila nagrajevanja. Napačna merila nagrajevanja pa ne pripomorejo k temu, da bi sistem prepoznal in spodbujal kakovost dela zaposlenih. Strokovnjaki torej sklepajo, da je to glavni razlog za prevladujočo nezadovoljnost zaposlenih v slovenskih podjetjih s področjema nagrajevanja in priznavanja dosežkov. 
Merkač Skok povzema raziskavo Najboljši delodajalci 2003, kjer je evropski del raziskave pokazal, da najboljši evropski delodajalci pogosteje nagrajujejo variabilno. Do razlik ne prihaja le pri nagradah vendar pogosto tudi pri merilih, ki jih najboljša evropska podjetja uporabljajo za nagrajevanje. Pogosto, na primer, poudarjajo ustrezne kompetence posameznikov, raven odgovornosti in tržno primerljivost plač v panogi. Običajno pa za merilo ne uporabljajo števila let, ki jih nekdo prebije v podjetju. V opravljeni raziskavi se je dolgoletna zvestoba podjetju izkazala za dejavnik, ki je pomemben kar polovici slovenskih podjetjih in tudi kot pogost povod za nedenarno nagrajevanje. Ista raziskava je jasno pokazala tudi to, da delodajalci v slovenskih podjetjih redko nagrajujejo variabilno, kot to, na primer, počnejo najboljši evropski delodajalci.
Ista raziskava je pokazala, da so zaposleni v slovenskih podjetjih prav tako precej nezadovoljni s področjem možnosti za razvoj. Karierni razvoj pa ni le stvar podjetja vendar tudi stvar zaposlenih. Zaposleni lahko sami dajo pobude za možnosti za razvoj. Podjetje naj bi zato z letnimi in ocenjevalnimi pogovori z zaposlenimi ugotavljalo kateri izmed zaposlenih so za razvoj motivirani. Nesmiselno bi bilo namreč pričakovati, da si vsi zaposleni želijo novih možnosti za razvoj. Podjetje bo zagotovo bolj uspešno, če bo vlagalo v tiste zaposlene, ki si razvoja želijo in ki so tudi sposobni zato da k razvoju pripomorejo.